# Aktor (Sohn des Akastos)
Aktor (altgriechisch Ἄκτωρ Áktōr) ist eine Gestalt der griechischen Mythologie.
Aktor war ein Sohn des Akastos. Als er sich mit Peleus auf der Jagd befand, wurde er von diesem aus Versehen getötet.